# 1014 Semphyra
1014 Semphyra är en asteroid i huvudbältet som upptäcktes den 29 januari 1924 av den tyske astronomen Karl Wilhelm Reinmuth, som ensam upptäckte nästan 400 asteroider. Dess preliminära beteckning var 1924 PW. Den fick sedan namn efter karaktären Zemfira i Aleksandr Pusjkins dikt "Zigenarna" (1824).
Semphyras senaste periheliepassage skedde den 29 september 2022. Dess rotationstid har beräknats till 5,636 timmar.